# Associazione Calcio Palermo 1937-1938
Fantastico. AggioQuesta voce raccoglie le informazioni riguardanti l'Associazione Calcio Palermo nelle competizioni ufficiali della stagione 1937-1938.

## Stagione
In questa stagione vengono adottati il giallo e il rosso come colori sociali per imposizione del Fascismo: la maglia era a strisce giallo e rosse con lo stemma della città e l'emblema del partito fascista sul petto, mentre i pantaloncini erano bianchi; saluto romano per i giocatori.
Nel secondo anno di Serie B, il Palermo ottiene per la seconda volta consecutiva il 7º posto; in Coppa Italia supera agevolmente il Terzo turno eliminatorio contro il Catania (4-1), venendo poi eliminato ai Sedicesimi di finale dal Napoli (2-0).

## Rosa
| N. |                    | Ruolo | Calciatore                 |
| -- | ------------------ | ----- | -------------------------- |
|    | Italia (bandiera)  | P     | Paolo Calò                 |
|    | Italia (bandiera)  | P     | Mario Sernagiotto          |
|    | Italia (bandiera)  | D     | Gennaro Santillo           |
|    | Italia (bandiera)  | D     | Ferruccio Bedendo          |
|    | Italia (bandiera)  | D     | Francesco Paolo De Rosalia |
|    | Uruguay (bandiera) | C     | Víctor Tortora             |
|    | Italia (bandiera)  | C     | Gino Costenaro             |
|    | Italia (bandiera)  | C     | Giuseppe Moncada           |
|    | Uruguay (bandiera) | C     | Giovanni Alberti           |
|    | Italia (bandiera)  | C     | Pietro Bazan               |

| N. |                   | Ruolo | Calciatore       |
| -- | ----------------- | ----- | ---------------- |
|    | Italia (bandiera) | C     | Balilla Lombardi |
|    | Italia (bandiera) | C     | Giuseppe Serio   |
|    | Italia (bandiera) | C     | Luigi Caruso     |
|    | Italia (bandiera) | A     | Francesco Rier   |
|    | Italia (bandiera) | A     | Romolo Celant    |
|    | Italia (bandiera) | A     | Umberto Di Falco |
|    | Italia (bandiera) | A     | Carlo Clerici    |
|    | Italia (bandiera) | A     | Luigi Ziroli     |
|    | Italia (bandiera) | A     | Manlio Pacini    |

## Risultati

### Serie B

#### Girone di andata
| Arbitro: | De Luca (Viareggio) |

|                     |           |           |
| Andreini 25’ (rig.) | Marcatori | 40’ Torti |

| Arbitro: | Fois (Roma) |

|                     |           |  |
| Serio 2’ Pacini 82’ | Marcatori |  |

| Arbitro: | Leoni (Milano) |

|              |           |  |
| Castello 67’ | Marcatori |  |

| Arbitro: | Soliani (Genova) |

|                              |           |                     |
| Andreis 20’, 68’ Zandali 55’ | Marcatori | 80’ (rig.) Andreini |

| Arbitro: | Gamba (Napoli) |

|                                      |           |  |
| Lombardi 38’, ?’ (rig.) Di Falco 80’ | Marcatori |  |

| Arbitro: | Tonnetti (Roma) |

|                 |           |                    |
| Pacini 47’, 50’ | Marcatori | 71’ (rig.) Verrina |

| Arbitro: | Pizziolo (Firenze) |

|              |           |              |
| Zuccotti 85’ | Marcatori | 73’ Di Falco |

| Arbitro: | Neri (Vicenza) |

|  |           |              |
|  | Marcatori | 74’ Di Falco |

| Arbitro: | Carminati (Milano) |

|  |           |                          |
|  | Marcatori | 20’ Fiorini 65’ Cristina |

| Arbitro: | Mazzarini (Roma) |

|                        |           |  |
| Di Falco 51’ Bazan 84’ | Marcatori |  |

| 28 novembre 1937 11ª giornata |  | – Turno di riposo |  |  |

| Arbitro: | Neri (Vicenza) |

|                          |           |  |
| Cresta 3’, 41’, 75’, 81’ | Marcatori |  |

| Arbitro: | Barbieri (Genova) |

|                                   |           |                             |
| Torri 63’ Romano 86’ Rizzotti 89’ | Marcatori | ?’ (aut.) Mazzucco 61’ Rier |

| Arbitro: | Limido (Milano) |

|                                               |           |                         |
| Lombardi 35’, 81’ (rig.) Pacini 70’ Bazan 87’ | Marcatori | 1’ Perrucci 71’ Belucco |

| Arbitro: | Carminati (Milano) |

|              |           |  |
| Faccenda 18’ | Marcatori |  |

| Arbitro: | Dellarole (Vercelli) |

|                                         |           |              |
| Pavan 5’ Orzan 33’, 38’, 50’ Petron 55’ | Marcatori | 20’ Lombardi |

| Arbitro: | Leoni (Milano) |

|  |           |              |
|  | Marcatori | 56’ Di Falco |

#### Girone di ritorno
| Alessandria 30 gennaio 1938 18ª giornata                                   | Alessandria | 4 – 0 referto | Palermo | Campo del Littorio |
| \| \| \| \| \| Massiglia 7’ Celoria 50’, 86’ Coscia 76’ \| Marcatori \| \| |             |               |         |                    |
|                                                                            |             |               |         |                    |
| Massiglia 7’ Celoria 50’, 86’ Coscia 76’                                   | Marcatori   |               |         |                    |

| Arbitro: | Gamba (Napoli) |

|                     |           |                   |
| Santillo 75’ (aut.) | Marcatori | 30’, 50’ Lombardi |

| Arbitro: | Bevilacqua (Viareggio) |

|                                         |           |  |
| Lombardi 22’, 35’ (rig.) De Rosalia 70’ | Marcatori |  |

| Arbitro: | Tonnetti (Roma) |

|              |           |  |
| Di Falco 85’ | Marcatori |  |

| Arbitro: | Coletti (Treviso) |

|                                |           |              |
| Masera 64’ (rig.), 80’ Imberti | Marcatori | 79’ Lombardi |

| Arbitro: | Dellarole (Vercelli) |

|             |           |  |
| Benassi 44’ | Marcatori |  |

| Arbitro: | Biancone (Roma) |

|             |           |              |
| Tortora 77’ | Marcatori | 28’ Raffaini |

| Palermo 20 marzo 1938 25ª giornata | Palermo       | 0 – 0 referto | Vigevano | Stadio Michele Marrone\| Arbitro: \| Ronzio (Roma) \| |
| Arbitro:                           | Ronzio (Roma) |               |          |                                                       |

| Arbitro: | Pizziolo (Firenze) |

|                |           |                          |
| Bruscantini 2’ | Marcatori | 4’ Di Falco 60’ Lombardi |

| Arbitro: | Mazza (Torre del Greco) |

|           |           |                        |
| Greco 26’ | Marcatori | 41’ Di Falco 58’ Bazan |

| 10 aprile 1938 28ª giornata |  | – Turno di riposo |  |  |

| Palermo 17 aprile 1938 29ª giornata | Palermo        | 0 – 2 3-2 sul campo, a tav. referto | Modena | Stadio Michele Marrone\| Arbitro: \| Gamba (Napoli) \| |
| Arbitro:                            | Gamba (Napoli) |                                     |        |                                                        |

| Arbitro: | Soliani (Genova) |

|           |           |           |
| Bazan 28’ | Marcatori | 58’ Torri |

| Arbitro: | Colli |

|            |           |  |
| Moroni 54’ | Marcatori |  |

| Arbitro: | Tonnetti (Roma) |

|                                                               |           |                                |
| Rier 15’, 77’ Lombardi 24’ Alberti 42’, 49’ Di Falco 59’, 80’ | Marcatori | 1’ Lombardi 1’, 82’ Ponzinibio |

| Arbitro: | Mastellari (Bologna) |

|                            |           |  |
| Alberti 65’, 82’ Bazan 86’ | Marcatori |  |

| Arbitro: | Marsciani (Modena) |

|                        |           |  |
| Di Falco 10’ Bazan 52’ | Marcatori |  |

### Coppa Italia
| Arbitro: | Gamba (Napoli) |

|                                            |           |           |
| Lombardi 10’, 60’ Di Falco 25’ Moncada 75’ | Marcatori | 68’ Pinto |

| Arbitro: | Candela (Genova) |

|                        |           |  |
| Riccardi 13’ Prato 60’ | Marcatori |  |

## Statistiche

### Statistiche di squadra
| Competizione | Punti | In casa | In casa | In casa | In casa | In casa | In casa | In trasferta | In trasferta | In trasferta | In trasferta | In trasferta | In trasferta | Totale | Totale | Totale | Totale | Totale | Totale | DR |
| Competizione | Punti | G       | V       | N       | P       | Gf      | Gs      | G            | V            | N            | P            | Gf           | Gs           | G      | V      | N      | P      | Gf     | Gs     | DR |
| ------------ | ----- | ------- | ------- | ------- | ------- | ------- | ------- | ------------ | ------------ | ------------ | ------------ | ------------ | ------------ | ------ | ------ | ------ | ------ | ------ | ------ | -- |
| Serie B      | 35    | 16      | 10      | 4       | 2       | 32      | 13      | 16           | 5            | 1            | 10           | 14           | 30           | 32     | 15     | 5      | 12     | 46     | 43     | +3 |
| Coppa Italia |       | 1       | 1       | 0       | 0       | 4       | 1       | 1            | 0            | 0            | 1            | 0            | 2            | 2      | 1      | 0      | 1      | 4      | 3      | +1 |
| Totale       |       | 17      | 11      | 4       | 2       | 36      | 14      | 17           | 5            | 1            | 11           | 14           | 32           | 34     | 16     | 5      | 13     | 50     | 46     | +4 |

### Statistiche dei giocatori
| Giocatore      | Serie B  | Serie B | Coppa Italia | Coppa Italia | Totale   | Totale |
| Giocatore      | Presenze | Reti    | Presenze     | Reti         | Presenze | Reti   |
| -------------- | -------- | ------- | ------------ | ------------ | -------- | ------ |
| G. Alberti     | 8        | 4       | -            | -            | 8        | 4      |
| Andreini       | 4        | 2       | 1            | 0            | 5        | 2      |
| P. Bazan       | 31       | 2       | 2            | 0            | 33       | 2      |
| F. Bedendo     | 29       | 0       | 2            | 0            | 31       | 0      |
| P. Calò        | 20       | -?      | 1            | -2           | 21       | -2+    |
| L. Caruso      | 3        | 0       | -            | -            | 3        | 0      |
| G. Costenaro   | 28       | 0       | 1            | 0            | 29       | 0      |
| F. De Rosalia  | 24       | 1       | 1            | 0            | 25       | 1      |
| U. Di Falco    | 23       | 12      | 1            | 1            | 24       | 13     |
| B. Lombardi    | 32       | 12      | 2            | 2            | 34       | 14     |
| G. Moncada     | 17       | 0       | 2            | 1            | 19       | 1      |
| M. Pacini      | 23       | 4       | 2            | 0            | 25       | 4      |
| F. Rier        | 11       | 2       | -            | -            | 11       | 2      |
| G. Santillo    | 11       | 2       | 2            | 0            | 13       | 2      |
| G. Serio       | 24       | 1       | 2            | 0            | 26       | 1      |
| M. Sernagiotto | 12       | -?      | 1            | -1           | 13       | -1+    |
| V. Tortora     | 32       | 1       | 2            | 0            | 34       | 1      |